# Alcidion quadriguttatum
Alcidion quadriguttatum är en skalbaggsart som först beskrevs av Aurivillius 1920.  Alcidion quadriguttatum ingår i släktet Alcidion och familjen långhorningar. Inga underarter finns listade i Catalogue of Life.